# Bobby Darin
Bobby Darin (născut Walden Robert Cassotto; n. 14 mai 1936, New York City, New York, SUA – d. 20 decembrie 1973, Los Angeles, California, SUA) a fost un cântăreț, compozitor și actor american al anilor 1950 și 1960.

## Viața
Într-o zi de 14 mai 1936 se naște în Bronx, New York, Bobby Darin, unul dintre cei mai celebri cântăreți de rock and roll de la sfârșitul anilor 1960. Numele său adevărat este Walden Robert Cassotto. Tatăl său, de origine italiană, iși părăsește familia cu doar câteva luni înainte ca fiul său să se nască. Abia la maturitate avea să afle că femeia pe care o credea sora lui, Nina, cu 19 ani mai în vârstă, era de fapt mama lui. Identitatea tatălui său nu este cunoscută public nici astăzi. Cu toate că a trăit în sărăcie și de la 8 ani trăia fiecare zi ca și cum ar fi ultima, asta din cauza că era foarte bolnav, Bobby Darin învață să cânte la câteva instrumente.

## Cariera muzicală și artistică
În 1956 semnează cu Decca Records și își ia numele de Boby Darin. Părăsește această casă de discuri pentru a semna cu Atlantic Records, iar în 1958 lasează primul său mare hit “Splish Splash”. Numele piesei “Splish Splash” a fost ales în urma unui pariu, el dovedind că poate începe un cântec cu aceste cuvinte. În 1959 înregistrează balada “Dream Lover”. Cu o situație financiară mult îmbunătățită, cântărețul obține mai mult control asupra compozițiilor. Astfel avea să apară clasicul “Mack the Knife” ce ajunge pe locul întăi în clasamente, se vinde în miloane de copii și îi aduce și un premiu Grammy în 1960 la categoria Record of the Year. De atunci piesa a primit și onoarea unui Grammy Hall of Fame Award. 
Pe langă muzică, Bobby Darin a început să joace și în filme. În 1962 a câștigat un Golden Globe pentru rolul din “Pressure Poin”. Din 1962, Darin, de asemenea, a început să scrie și să cânte muzică country, cele mai celebre melodii de acest gen fiind "Things"(US # 3) (1962),  "18 yelow rose "(US # 10). La mijlocul anilor 1960 Bobby Darin cântă în marile cazinouri din Las Vegas și se implică în campania electorală a lui Robert Kennedy din 1968. 

## Discografie
Bobby Darin - Splish Splash

## Deces
Bobby Darin moare pe 20 decembrie 1973 în urma unei intervenții chirurgicale nereușite la inimă. A fost introdus în Rock & Roll Hall of Fame în anul 1990 iar în 1999 în Songwriters Hall of Fame.